# 幸福の罪
『幸福の罪』（原題：Nevinnost、英題：Innocence）は、2011年のチェコのドラマ映画。

## あらすじ
リハビリ医のトマシュに患者である14歳の少女オリンカへの性的虐待容疑で逮捕される。発端は、オリンカとのメールと日記であった。トマシュを逮捕したのは、トマシュの妻ミラダの元夫ラダであり、ミラダは15年前にトマシュがラダから略奪婚をした私怨によるでっち上げだと、彼を非難する一方で、夫トマシュが無実であるのか、疑念を抱いている。やがてトマシュが釈放後され、湖畔の別荘に向かう。 

## スタッフ
- 監督：ヤン・フジェベイク
- 脚本：ペトル・ヤルホフスキー、ヤン・フジェベイク
- 音楽：ヴラディヴォイナ・ラ・チーア
- 撮影：マルティン・サーハ
- 編集：ヴラジミール・バラーク

## キャスト
- トマシュ：オンドジェイ・ヴェトヒー
- リーダ：アナ・ガイスレロヴァ
- 義理の父親：ルデェク・ムンザール
- ミラダ：ジタ・モラヴコヴァ
- ラダ：ヒネク・チェルマーク
- オリンカ：アナ・リンハルトヴァ
- オリンカの母親：アレナ・ミフロヴァ